# SNR G292.0+1.8
SNR G292.0+1.8 – pozostałość po supernowej położona w gwiazdozbiorze Centaura w odległości około 20 tysięcy lat świetlnych. Ma ona średnicę sięgającą 36 lat świetlnych. Wiek tej pozostałości szacuje się na 1600 lat.

## Nazwa
Akronim „SNR” jest skrótem angielskich słów supernova remnant, czyli „pozostałość po supernowej”. Druga część oznaczenia, „G292.0+1.8”, to przybliżone koordynaty położenia obiektu według systemu współrzędnych galaktycznych. Obiekt nie ma nazwy potocznej.

## Charakterystyka
SNR G292.0+1.8 ma średnicę wynoszącą około 36 lat świetlnych. Wiek pozostałości szacowany jest na około 1600 lat.
Pozostałość jest regionem bogatym w takie pierwiastki jak: tlen, neon, magnez, krzem i siarka. Jest to jedna z trzech znanych supernowych w naszej Galaktyce bogatych w tlen.
We wnętrzu pozostałości znajduje się plerion otaczający pulsar PSR J1124-5916 powstały po wybuchu supernowej.